# Pafawag Wrocław
Pafawag Wrocław – polski klub piłkarski z siedzibą we Wrocławiu, na Grabiszynku założony w 1945, w latach 1949–1956 pod nazwą Stal Wrocław. Rozwiązany w 1997 roku.

## Sekcja piłki nożnej mężczyzn
Pafawag jako pierwszy klub z Wrocławia zadebiutował na szczeblu centralnym w 1949 roku. W II lidze, grupie południowej zajął 9 miejsce i wraz z Błękitnymi Kielce został zdegradowany. Już po roku przerwy w sezonie 1951 Pafawag Wrocław ponownie występuje w II lidze zajmując 5 miejsce w grupie I. W 1952 występuje w grupie C II ligi i zajmuje 9 przedostatnie miejsce, które zapewniało mu utrzymanie. Nowa reorganizacja II ligi przeprowadzona w 1953 roku, wskutek czego rozwiązano cztery grupy II ligowe po 10 drużyn i powołano jedną grupę 14 drużynową. Pafawag wraz z 25 pozostałymi drużynami spadł do nowo powstałej ligi międzywojewódzkiej (ówczesna III liga).
W latach 1978–1988 Pafawag występował w III lidze. Najwyższą pozycję osiągnął w sezonie 1982/83, kiedy to znalazł się tuż za podium. W latach 1992–1997 występował pod nazwą sponsora – Panda Wrocław. Ostatni mecz ligowy (w klasie okręgowej) na boisku Pafawagu rozegrano w czerwcu 1997 roku. Klub został zlikwidowany w 1997 roku.
W miejscu dawnego stadionu i boiska Pafawagu w 2009 wybudowano osiedle mieszkaniowe firmy Archicom (Ogrody Hallera).

### Sukcesy
- trzy sezony w II lidze: 1949, 1951, 1952
- występy w III lidze w latach 1950, 1953–1957, 1959–1966, 1973–1977, 1978–1988

### Wyniki w poszczególnych sezonach
| - 1945: – klub bierze udział w eliminacjach do poszczególnych klas rozgrywkowych. - 1946: – - 1947: – - 1948: – Kl-A (III) zakwalifikowanie się do II-ligi - 1949: – II-liga gr. południowa, – 9 miejsce, 12 punktów, bramki 25-45 -20, sp. - 1950: – Kl-A (III) ponowny awans do II-ligi - 1951: – II-liga gr.I, – 5 miejsce, 13 punktów, bramki 20-28 -8 - 1952: – II-liga gr.C, – 8 miejsce, 9 punktów, bramki 24-54 -30, sp. do nowo powołanej III-ligi (Międzywojewódzkiej). - 1953: – III-liga – 4 miejsce, 21 punktów, bramki 43-36 +7 - 1954: – III-liga – - 1955: – ? (w tymże roku zlikwidowano Ligę Międzywojewódzką (III)). - 1956: – ? (powołano Ligę Okręgową jako III stopień rozgrywek) - 1957: – - 1958: – Kl-A (IV) – - 1959: – Liga Okręgowa (III)- 1 miejsce, 32 punkty, bramki 62-32 +30 i udział w eliminacjach o wejście do II-ligi. Przeciwnikami Pafawagu w grupie eliminacyjnej były Unia (Stilon) Gorzów Wielkopolski, która wywalczyła awans, Lotnik Warszawa i Polonia Poznań. - 1960: – Liga Okręgowa (III)- 8 miejsce, 20 punktów, bramki 33-35 -2 - 1960/61: – Liga Okręgowa (III)- - 1961/62: – Liga Okręgowa (III)- 4 miejsce, 30 punktów, bramki 57-40 +17 - 1962/63: – Liga Okręgowa (III)- - 1963/64: – ? - 1964/65: – Liga Okręgowa (III)- 2 miejsce, 33 punkty, bramki 28-15 +13* 1967/68: – ? - 1968/69: – ? - 1965/66: – Liga Okręgowa (III)- 6 miejsce, 17 punktów, bramki 18-22 -4 - 1966/67: – ? - 1969/70: – ? - 1970/71: – ? - 1971/72: – ? | - 1972/73: – ? - 1973/74: – Liga Okręgowa (III)- 13 miejsce, 42 punkty, bramki 37-49 -12 - 1974/75: – Liga Okręgowa (III)- 16 miejsce, 25 punktów, bramki 32-52 -20 - 1975/76: – Liga Okręgowa (III)- 4 miejsce, 34 punkty, bramki 29-19 +10, aw. do nowo utworzonej III-ligi (międzywojewódzkiej). - 1976/77: – III-liga gr.VI – 11 miejsce, 29 punktów, bramki 33-24 +9, sp. - 1977/78: – - 1978/79: – III-liga gr.VI – 6 miejsce, 29 punktów, bramki 30-32 -2 - 1979/80: – III-liga gr.VI – 10 miejsce, 24 punkty, bramki 27-28 -1 - 1980/81: – III-liga gr.III – 9 miejsce, 28 punktów, bramki 33-37 -4 - 1981/82: – III-liga gr.III – 8 miejsce, 29 punktów, bramki 32-30 +2 - 1982/83: – III-liga gr.V – 4 miejsce, 31 punktów, bramki 38-24 +14 - 1983/84: – III-liga gr.V – 5 miejsce, 28 punktów, bramki 28-26 +2 - 1984/85: – III-liga gr.V – 5 miejsce, 32 punkty, bramki 29-26 +3 - 1985/86: – III-liga gr.V – 7 miejsce, 25 punktów, bramki 27-24 +3 - 1986/87: – III-liga gr.V – 9 miejsce, 26 punktów, bramki 25-23 +2 - 1987/88: – III-liga gr.V – 13 miejsce, 2 punkty, bramki 16-58 -42 - 1988/89: – ? - 1989/90: – ? - 1990/91: – ? - 1991/92: – ? - 1992/93: – ? - 1993/94: – ? - 1994/95: – ? - 1995/96: – ? - 1996/97: – Liga Okręgowa – |

### Trenerzy
- Zygmunt Czyżewski
- Edward Drabiński
- Henryk Kowalczyk
- Władysław Lemiszko
- Włodzimierz Maurer
- Aleksander Papiewski
- Romuald Szukiełowicz
- Paweł Śpiewok
- Ryszard Urbanek
- Artur Woźniak

## Sekcja piłki nożnej kobiet
W klubie działała również od 1982 do 1991 sekcja piłki nożnej kobiet. Jej największe osiągnięcia to mistrzostwo Polski w 1982 i 1983 oraz Puchar Polski w 1986 i 1988.

## Inne sekcje
W klubie istniały także sekcje:
- pływacka i piłki wodnej (od 1949 do końca lat 80.): znani zawodnicy – Marek Petrusewicz, Józef Lewicki, Jacek Krawczyk
- zapasów (od 1947 do lat 90.): znani zawodnicy – Bolesław Mackiewicz, Marek Galiński
- boksu (1946-1962): znani zawodnicy – Józef Grudzień, Artur Olech, Zbigniew Olech, trener Michał Szczepan
- lekkoatletyczna (1946-1988): znani zawodnicy – Alfons Małecki, Andrzej Walczak
- kolarska (1946-1983), motorowa (do 1953), narciarska i bobslejowa (do 1954), szachowa (do 1958), szermiercza (do 1954), tenisa stołowego (do 1955), żeglarska, żużlowa, hokeja na lodzie, kajakowa (1954-1957), brydżowa (1957-1964)